# Holectypoida
Holectypoida Duncan, 1889 é uma ordem de equinodermes pertencente à superordem Gnathostomata, actualmente considerada como monotípica por apenas incluir a família Echinoneidae Agassiz, 1847 com dois géneros extantes. O registo fóssil, conhecido desde o início do Jurássico mostra que o grupo já foi mais diverso.

## Descrição
Os membros extantes desta ordem apresentam uma morfologia mito semelhante à dos equinodermes conhecidos pelo nome comum de bolacha-da-praia, mas com os corpos menos achatados e com um perfil ovalado. Também não apresentam as marcas petaloides na face dorsal típicas daquelas espécies.

## References
- Barnes, Robert D. (1982). Invertebrate Zoology. Philadelphia, PA: Holt-Saunders International. p. 981. ISBN 0-03-056747-5